# Pepinster
Pepinster este o comună francofonă din regiunea Valonia din Belgia. Comuna este formată din localitățile Pepinster, Cornesse, Soiron, Wegnez, Sclassin, Goffontaine și Drolenval. Suprafața totală a comunei este de 24,79 km². La 1 ianuarie 2008 comuna avea o populație totală de 14.527 locuitori. 

## Localități înfrățite
- Franța: Avallon.